# Miracolo del neonato che parla

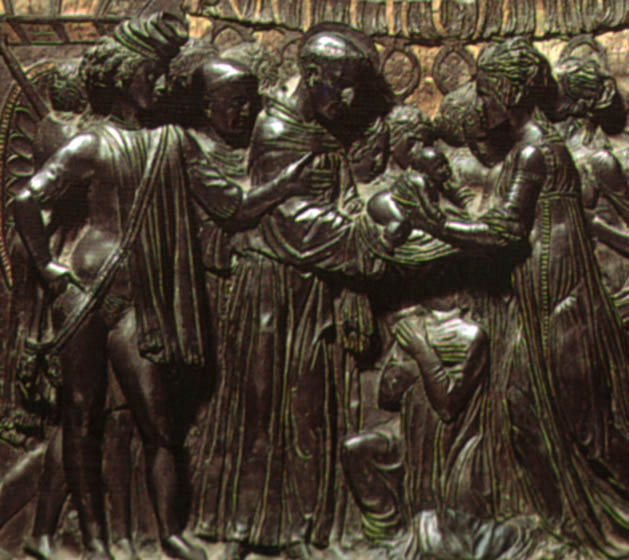
Dettaglio della scena centrale

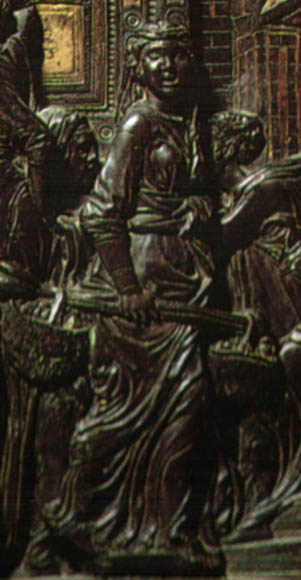
Dettaglio

Il Miracolo del neonato che parla è un rilievo di Donatello facente parte della decorazione dell'altare della basilica del Santo a Padova, in particolare della serie dei quattro Miracoli di Sant'Antonio. È in bronzo con dorature (57x123 cm) e risale a dopo il 1446, completato entro il 1453.

## Storia
L'altare e le sue decorazioni vennero eseguiti tra la seconda metà del 1446 e la partenza dell'artista da Padova, nel 1453. Le opere vennero ritoccate per molto tempo, ben oltre la partenza di Donatello: se ne ha notizia fino al 1477.
Poiché la struttura architettonica originale dell'altare andò distrutta sul finire del XVI secolo, la versione che oggi si vede è una ricostruzione controversa dell'architetto Camillo Boito del 1895.
I rilievi dei Miracoli si trovavano forse sotto i gruppi laterali dei santi a tutto tondo, due davanti e due sul lato posteriore, intervallati probabilmente dai rilievi dei Putti. Prima di Donatello questi episodi della vita del Santo erano stati ritratti molto raramente, per cui egli dovette quasi inventarsi l'iconografia. 

## Descrizione e stile
I quattro pannelli furono concepiti come scene di massa, estremamente ricche di dettagli e di vari microepisodi narrativi, con una molteplicità di figure difficile da eguagliare.
Secondo le storie di sant'Antonio da Padova una donna di Ferrara era stata accusata ingiustamente di adulterio. Chiesto aiuto al Santo, essa venne scagionata dal proprio bambino, un neonato, che si mise miracolosamente a parlare.
I personaggi principali dell'episodio sono ritratti al centro della composizione, mentre tutt'intorno si dispone un semicerchio di persone che assistono al miracolo, alcune delle quali sono in ginocchio. A sinistra si riconosce il marito della donna, con un ricco abbigliamento, che indica il bambino con gesto di sfida, poiché lo riteneva nato da un tradimento della moglie.
Tra gli astanti si riconoscono un frate con la chierica e alcuni soldati con le armi in mano. La scena è così calata nel quotidiano e la tensione emotiva nasce dal contrasto con l'evento miracoloso. Altri personaggi sembrano infuriati e sono probabilmente raffigurazioni di nemici dell'onestà, tra cui una donna a seno scoperto che forse è una personificazione della lussuria. 
La scena è ambientata in un'architettura stupendamente scorciata in prospettiva, che ricorda le pareti delle chiese toscane: con l'oro è creata una bicromia che richiama edifici come il battistero di Firenze o il duomo di Siena. Anche in questo caso l'architettura tripartisce la scena, con aperture che rendono comunicanti i tre ambienti principali. nei vani laterali c'è un viavai di personaggi che arrivano o vanno a chiamare altre persone oppure si allontanano ma sembrano richiamati dal tumulto. Per dare l'idea di uno spazio aperto Donatello creò delle figure in primo piano che si ergono sui plinti accanto ai pilastri: esse sono di dimensioni maggiori perché teoricamente sono le più vicine allo spettatore, come se uscissero illusionisticamente dalla rappresentazione.